# Plagithmysus cristatus
Plagithmysus cristatus är en skalbaggsart som först beskrevs av Sharp 1878.  Plagithmysus cristatus ingår i släktet Plagithmysus och familjen långhorningar. Inga underarter finns listade i Catalogue of Life.